# Juristische Fallbearbeitung
Juristische Fallbearbeitung ist in Deutschland eine Methode zur rechtlichen Beurteilung eines Geschehens oder Zustandes, die von Juristen angewandt wird. Die juristische Fallbearbeitung erfolgt mit dem Ziel der Klärung bestimmter Rechtsfragen oder aber der rechtlichen Beurteilung der Gesamtlage.

## Methoden
Methoden der juristischen Fallbearbeitung sind insbesondere:
- Beurteilung eines Sachverhaltes anhand einschlägiger Gesetzestexte, Rechtsprechung und rechtswissenschaftlicher Stellungnahmen.
- Ermittlung der in Betracht kommenden Anspruchsteller, -gegner, -ziele und -grundlagen
- Vollständigkeitsprüfung der nach ihrem Inhalt bzw. dem Anspruchsziel in Betracht kommenden Anspruchsgrundlagen und möglicher Einreden, im Zivilrecht zweckmäßigerweise in der Reihenfolge:
  - Ansprüche aus Vertrag
  - Ansprüche aus quasi-vertraglichen Verhältnissen (insbesondere § 311 Abs. 2 BGB, sog. culpa in contrahendo)
  - Ansprüche aus vertragsähnlichen Schuldverhältnissen (insbesondere Geschäftsführung ohne Auftrag)
  - dingliche Ansprüche
  - deliktische Ansprüche
  - bereicherungsrechtliche Ansprüche

## Untersuchung der Ansprüche
Die Vorgehensweise beginnt mit der Normensuche zum Auffinden einschlägiger Anspruchsgrundlagen. Aus diesen sind dann diejenigen auszuwählen, welche nach ihren Anspruchsinhalten (nämlich: Primärleistung; dingliche Herausgabe; schuldrechtliche Herausgabe; Surrogate; Schadensersatzansprüche; Unterlassungsansprüche) eine Antwort auf die gestellte Fallfrage geben können. Die danach möglichen Ansprüche untersucht der Fallbearbeiter sodann darauf, inwieweit sie entstanden, erloschen, oder undurchsetzbar
sind. Diese Untersuchung folgt einer methodischen Struktur des Anspruchsaufbaus und ist der eigentliche Gegenstand der Wissenschaftlichkeit der Rechtswissenschaft. Es geht darum, Rechtsfälle in einem regelhaften, praktischen Verfahren gleichmäßig zu lösen und die Lösung rational nachprüfbar zu machen.
Erlernbar ist diese Methode nicht aus der Lektüre der dogmatisch aufgebauten Lehrbücher. Diese präsentieren den Stoff geordnet nach rechtlichen Institutionen, aber nicht nach der Anspruchsmethode. Für das Lösen von Fällen wurde vielmehr eine „Schreibwerkstatt“ entwickelt, welche die wissenschaftliche Methode, also die juristische Arbeitstechnik, für Lernende praktisch umsetzbar macht.

## Gutachtenstil und Urteilsstil
Sprachlich stellen Juristen ihre Untersuchung in der universitären Ausbildung, aber ebenso bei Anwaltsgutachten zumeist im Gutachtenstil dar, Gerichte dagegen im Urteilsstil. Im Gutachten wird den Darstellungen die zu prüfende Frage vorangestellt, im Urteil dagegen das Prüfungsergebnis. In beiden Fällen bildet man einen prüfungsbezogenen Obersatz, der, etwa bei der Beurteilung einer Anspruchsentstehung, die zu untersuchenden abstrakten Entstehungsvoraussetzungen (Tatbestandsmerkmale) nennt. Sodann definiert man, soweit erforderlich, ausfüllungsbedürftige Begriffe der Tatbestandsmerkmale. Im dritten Schritt wird der Sachverhalt unter die gegebenenfalls näher erläuterten Begriffe subsumiert; so findet sich als Ergebnis, ob die konkreten Fakten die abstrakten Tatbestandsmerkmale einer Anspruchsgrundlage ausfüllen. Entsprechend seinem Prüfungsergebnis beantwortet er zusammenfassend die Gutachtenfrage und hat bei einem Urteil sein vorab mitgeteiltes Ergebnis begründet.
Diese Art der Fallbearbeitung taucht in der Rechtspraxis regelmäßig als immanenter Bestandteil einer Relation oder eines Urteils auf und bildet den Hintergrund eines kunstgerecht gefertigten Schriftsatzes.
Gutachten- und Urteilsstil sind selbst keine Methode, sondern sprachliche Ausdrucksformen der Darstellung, vor allem aber einer unterschiedlichen Denkweise (zum juristischen Denken vgl.). Aufgabe des Rechtsgutachtens ist, die Lösung eines Falles zu suchen, eine Untersuchung also voranzutreiben. Dazu passt am besten die – indirekt – fragende Vorgehensweise: Jemand könnte einen Anspruch haben; dazu müssten Voraussetzungen x und y erfüllt sein; das wäre der Fall, wenn deren exakte Definition im Sachverhalt entsprochen wäre; durch dieses und jenes Geschehen ist das der Fall / nicht der Fall.
Ein Urteil soll dagegen überzeugen und dadurch Rechtsfrieden stiften. Der Urteilsstil stellt dementsprechend ein (vom Richter in einer durchaus gutachtlichen Untersuchung gefundenes) Ergebnis voran und begründet dieses dann: Jemand hat den Anspruch, weil das Sachverhaltsgeschehen die Voraussetzungen x und y erfüllt; X und y sind gegeben, weil deren Definition entsprochen ist.